# Chorągiew Samarska
Chorągiew Samarska (bułg. Самарско знаме) – jeden z historycznych symboli walk o niepodległość Bułgarii.
Chorągiew to tricolor o rozmiarach 1,85 × 1,19 m, złożony z poprzecznych pasów barwy czerwonej, białej i niebieskiej. Pośrodku umieszczono na złotym krzyżu przedstawienie Matki Bożej oraz Cyryla i Metodego, wykonane na podstawie rysunku petersburskiego twórcy Nikołaja Simakowa. Srebrne zakończenie masztu wykonano w stylu bizantyjskim według projektu hr. Rochefort.
Płótno wyszyte przez mniszki Monasteru Iwerskiej Ikony Matki Bożej w Samarze, podczas wojny rosyjsko-tureckiej zostało ofiarowane w darze bułgarskim ochotnikom przez mieszkańców tego miasta w uroczystym akcie pod Ploeszti 18 maja 1877 roku. Na czele delegacji z Samary stali Jefim Kożewnikow i Piotr Alabin. Sztandar otrzymała trzecia rota z trzeciej drużyny bułgarskiej milicji. Powstańcy uczestniczyli z nią w walkach o Starą Zagorę, Nową Zagorę, Przełęcz Szipczeńską oraz Szejnowo.
Po wojnie chorągiew przechowywano w Radomirze, gdzie zmarł ostatni z jej chorążych – Paweł Korczew. W 1881 została przeniesiona do pałacu carskiego w Sofii (obecnie Narodowa Galeria Sztuki), gdzie przechowywano ją do 1946. Obecnie znajduje się w osobnym, zabezpieczonym pomieszczeniu w Narodowym Muzeum Wojennej Historii Bułgarii. Jest jedynym bułgarskim sztandarem odznaczonym Orderem za Męstwo Republiki Bułgarii, którym udekorowano zdobiony maszt chorągwi.
Zatwierdzona w 1998, obecna flaga obwodu samarskiego wzorowana jest na Chorągwi Samarskiej. 11 sierpnia 2008 deputowany do Zgromadzenia Narodowego Bułgarii Ewgeni Żekow i wicemer miasta Stara Zagora Maria Dinewa podarowali dla Samary kopię historycznej chorągwi wykonaną przez jednego z bułgarskich artystów.

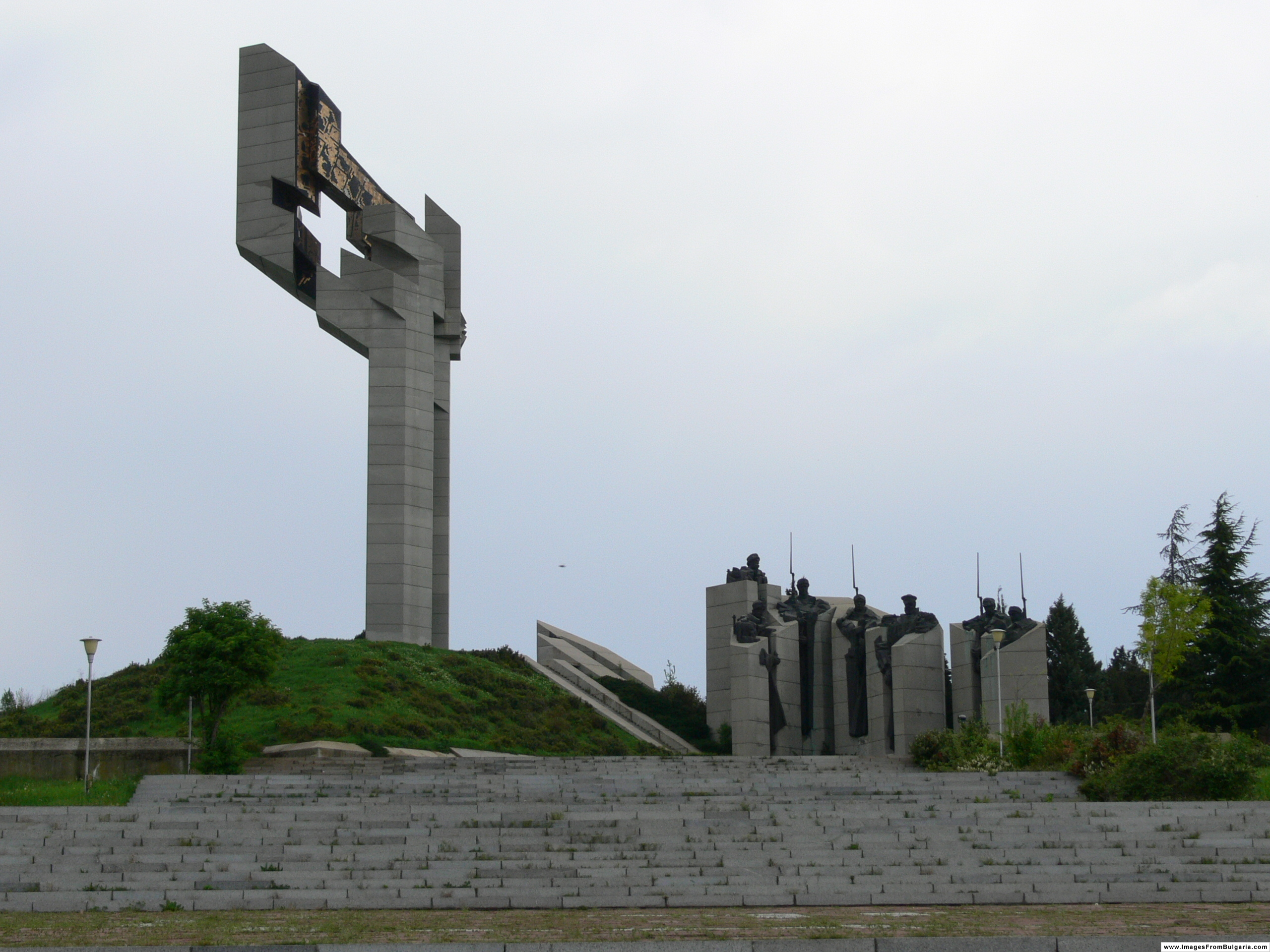
Pomnik upamiętniający samarski sztandar w Starej Zagorze
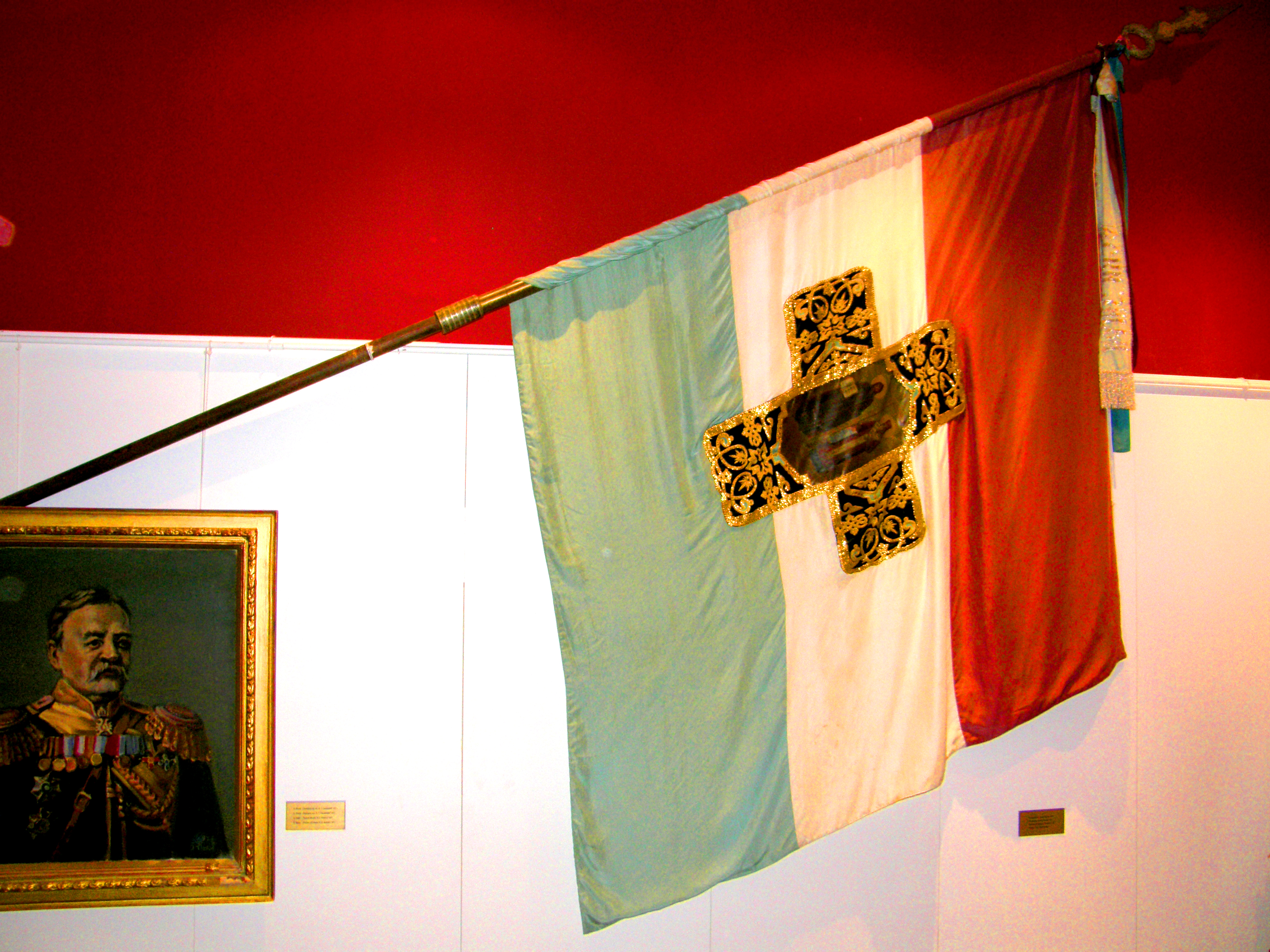
Replika chorągwi w miejscu pamięci koło Przełęczy Szipczeńskiej